# Parkautobahn A 42

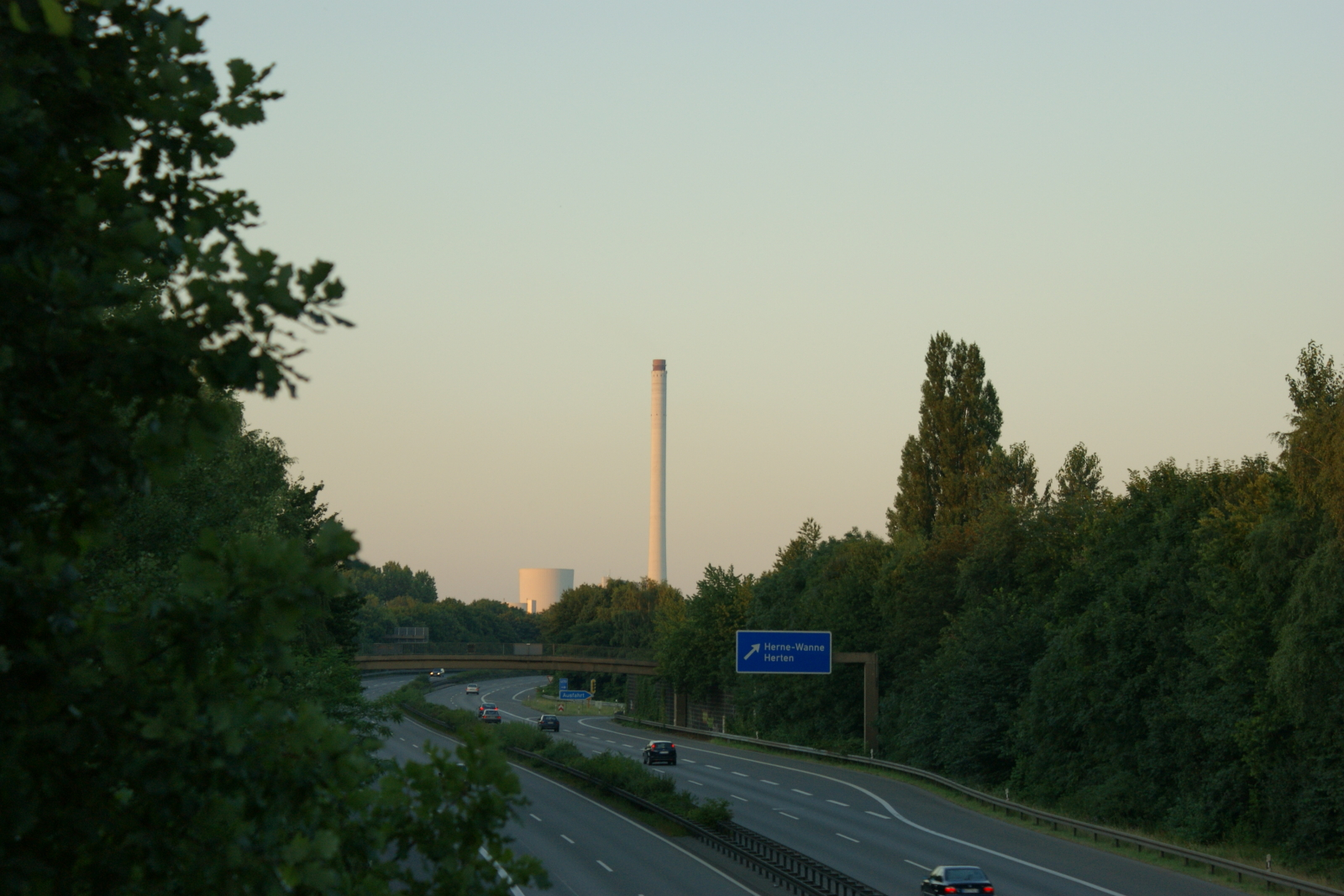
Die Autobahn A 42 bei Herne-Wanne

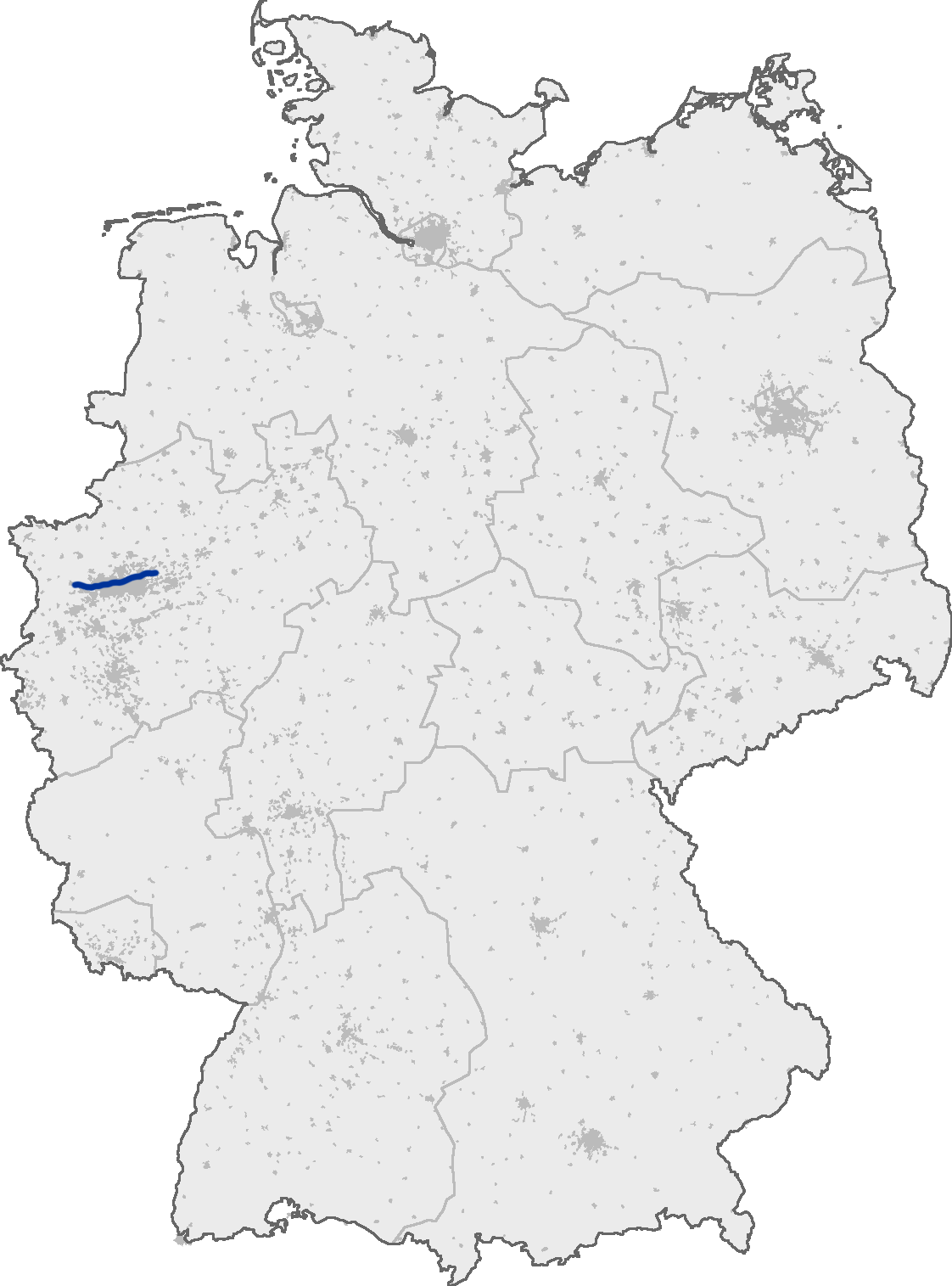
Verortung der A 42

„Parkautobahn A 42“ beschreibt ein Projekt, das im Rahmen der Kulturhauptstadt Europas RUHR.2010 gestartet wurde. Dabei soll die mitten durch den Emscher Landschaftspark verlaufende A 42 in den nächsten 20 Jahren zu einem integrierten Element der urbanen Kulturlandschaft der Metropole Ruhr werden.
Ihre Funktion als zentrale Erschließung für den Emscher Landschaftspark wird durch eine Aufwertung der Begleitvegetation, eine Umgestaltung von Autobahnkreuzen und die gestalterische Hervorhebung von Anfang und Ende der Parkautobahn betont.

## Konzept

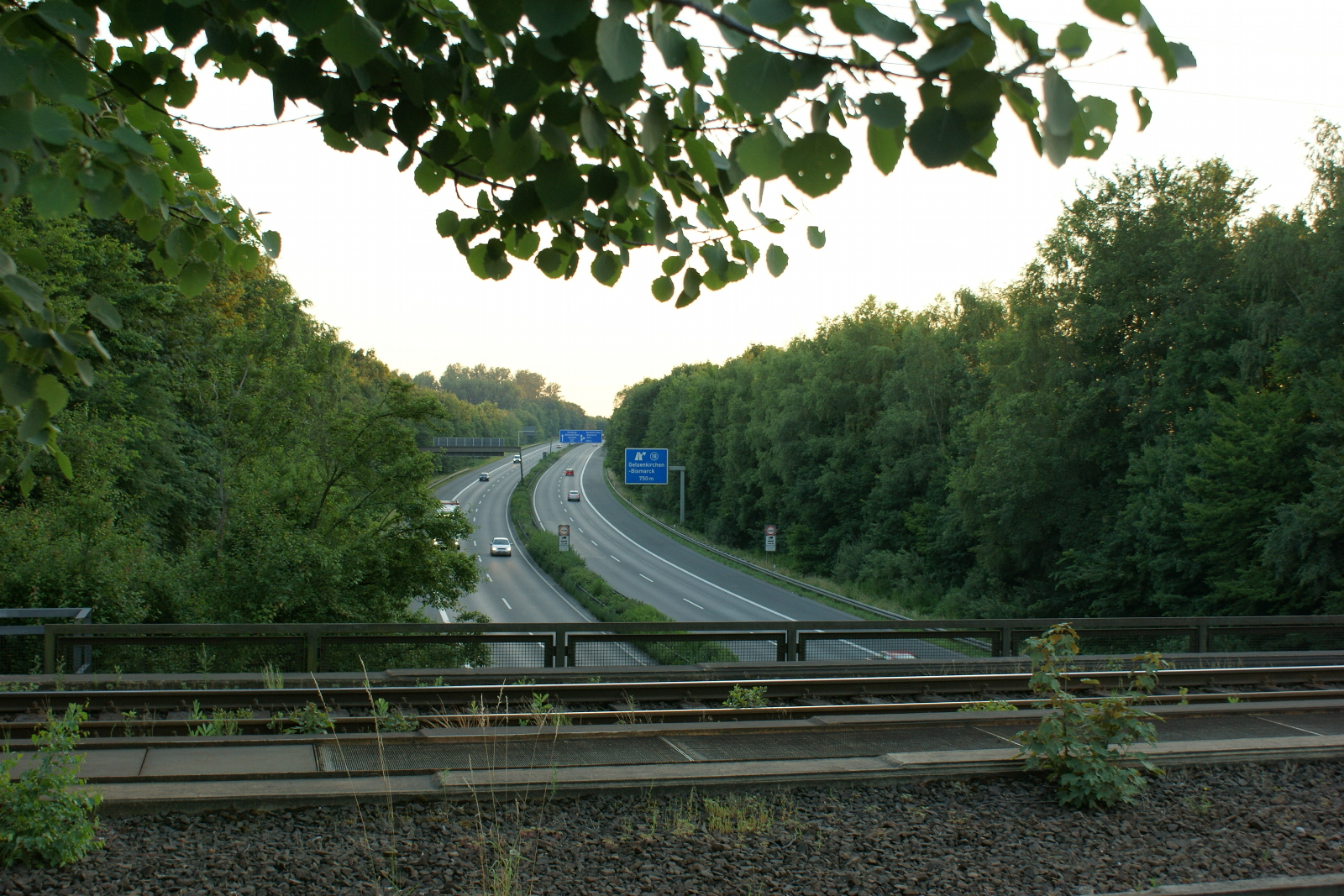
Die Autobahn A 42 bei Gelsenkirchen

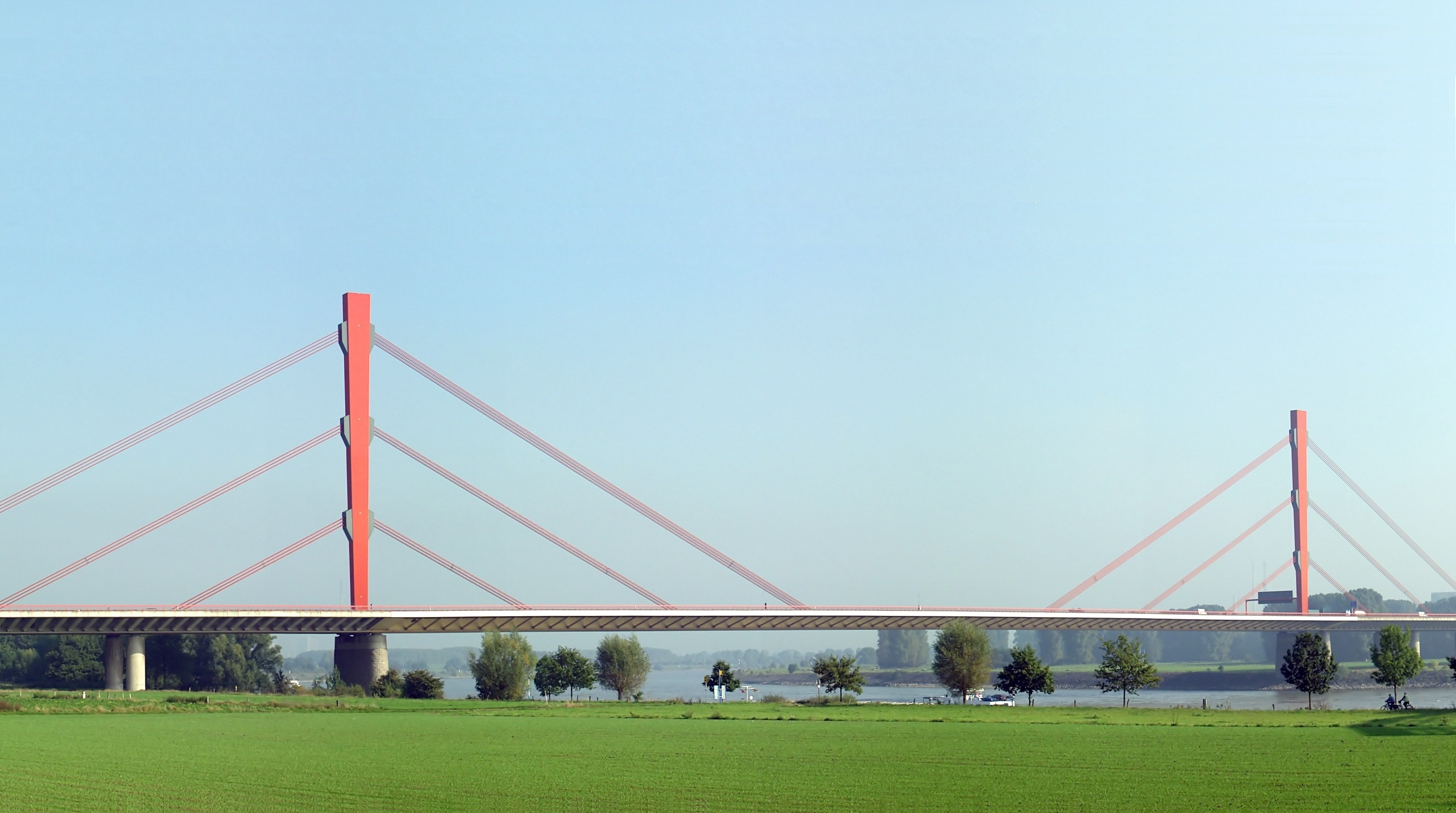
Die Autobahnbrücke der A 42 über den Rhein bei Duisburg

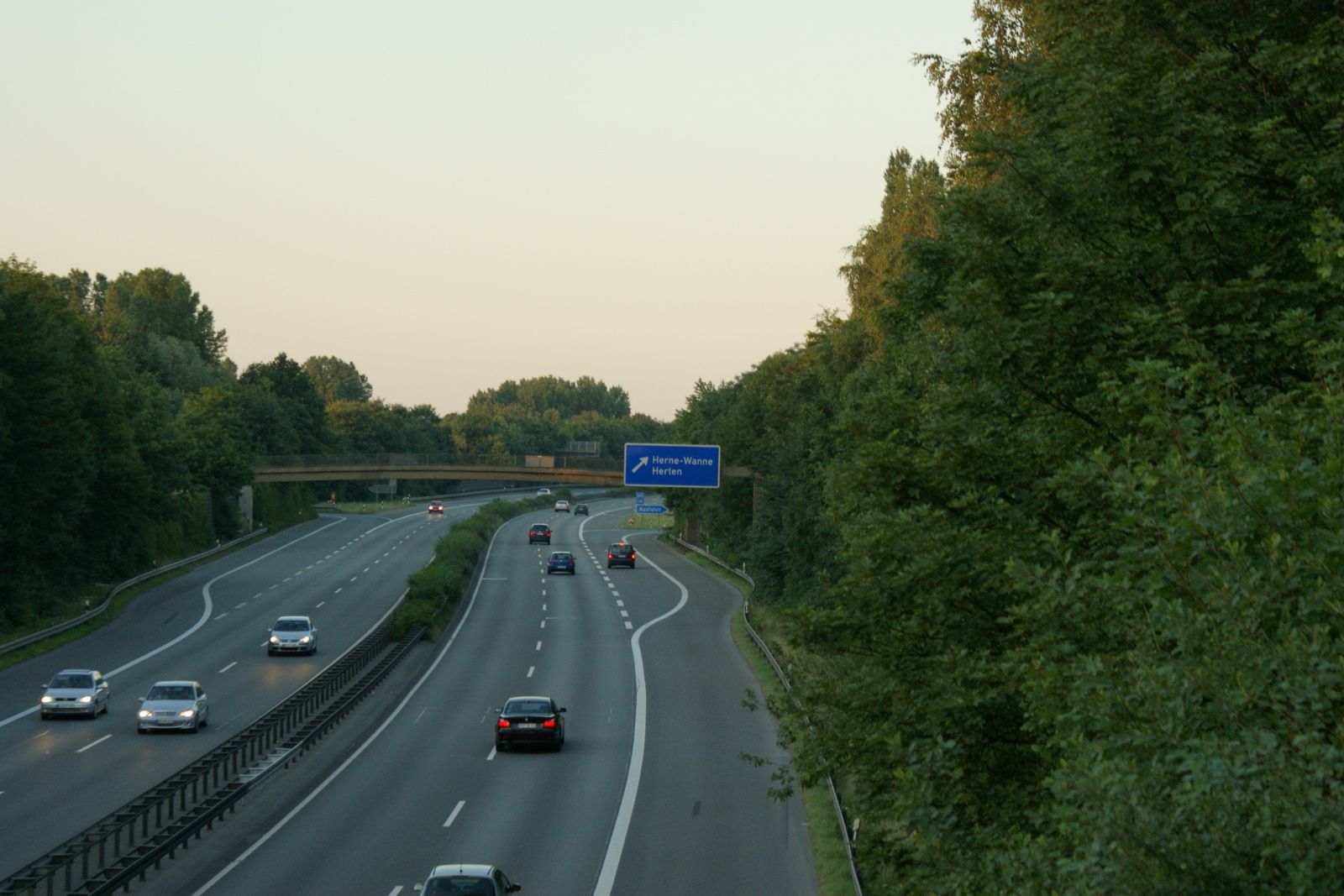
Die Autobahn A 42 bei Herne-Wanne

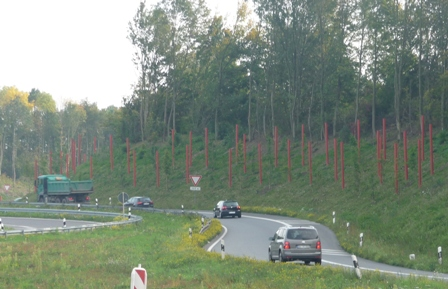
Die Parkautobahn A 42 am AK Castrop-Rauxel

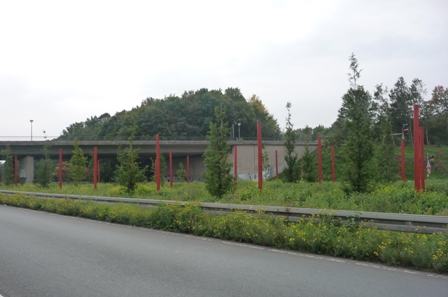
Die Parkautobahn A 42 am AK Castrop-Rauxel

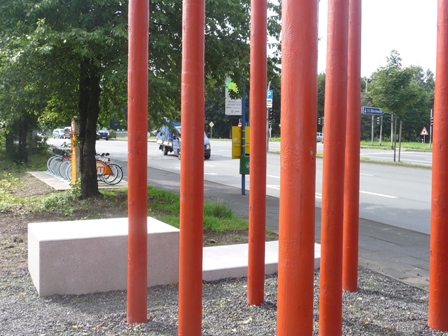
Die Infostation am Mitfahrerparkplatz Bottrop-Süd; im Hintergrund die Metroradstation

Anlässlich der Kulturhauptstadt Europas nutzen der Landesbetrieb für Straßenbau (Straßen.NRW) und die „Arbeitsgemeinschaft Parkautobahn A 42“ die Sanierung der Autobahn A 42 als Chance für eine Umgestaltung. Ihr Anspruch ist die Erneuerung der Autobahn mit kreativen Ideen zu verbinden, um die Industrielandschaft des Ruhrgebietes in ihrer Vielfalt wahrnehmbar zu machen. Seit Beginn des Jahres 2010 werden entlang der Strecke ungewöhnliche Maßnahmen umgesetzt, die den Emscher Landschaftspark thematisieren und für die Insassen der bis zu 80.000 Fahrzeuge, die täglich auf der A 42 zwischen Duisburg und Dortmund fahren, sichtbar machen.
Thema der Umgestaltung der A 42 ist die Integration dieser Verkehrsstruktur in eine urbane Landschaft. Eine neue Strategie, die Ästhetik, Ökologie und Sicherheit besser kombiniert, wurde so zum Beispiel für das Straßenbegleitgrün entwickelt.

## Maßnahmen im Einzelnen

### Gestaltung der Begleitvegetation/Leitbaum
Zwischen den Bäumen und Sträuchern des Straßenbegleitgrüns werden an geeigneten Stellen Sichtfenster freigelegt, die den Blick auf Attraktionen im Emscher Landschaftspark entlang der Strecke freigeben. Zu den prägenden Landschaftselementen zählen wichtige Landmarken wie der Tetraeder in Bottrop, der Gasometer Oberhausen und der Landschaftspark Duisburg-Nord. Diese liegen unmittelbar an der Strecke und gehören damit zu den charakteristischen Erkennungsmerkmalen der Parkautobahn A 42. Gerade die bewusste Wahrnehmung des vielgestaltigen Emscher Landschaftspark, der von Dortmund bis Duisburg reicht, durch die Autofahrer auf der A 42 soll mit der Entwicklung der Parkautobahn ermöglicht werden.
Nach den Vorgaben eines Gestaltungskonzeptes hat Straßen.NRW die dichten Gehölzbestände ausgelichtet, um einen gewissen „Parkcharakter“ zu erzeugen. Darauf folgt die Phase der gezielten Bepflanzungen mit einer Baumart, die der Parkautobahn ein individuelles Gesicht geben soll. Der neue „Leitbaum“ der A 42 ist der Urweltmammutbaum, der im Frühjahr 2010 in rund 1000 Exemplaren an der Parkautobahn gepflanzt wurde. Er wurde 2009 mittels einer Online-Abstimmung aus verschiedenen vorgeschlagenen Baumarten mit 83 % der Stimmen von mehr als 7000 Teilnehmern gewählt.

### Ohrenparks
In den „Kleeblättern“, den Innenflächen der fünf Autobahnkreuze an der A 42, entstehen im Laufe der Zeit sogenannte „Ohrenparks“. Diese werden für den vorbeifahrenden Benutzer der Parkautobahn gestaltet, und sind nicht zugänglich. Zur Kulturhauptstadt RUHR.2010 wurde als erstes das Autobahnkreuz Castrop-Rauxel-Ost umgestaltet. Nach der Rodung des enthaltenen Bewuchses wurden die Innenflächen der Auf- und Abfahrtschleifen, die sogenannten „Ohren“, mit einer parkartigen Bepflanzung bestückt. Der Bepflanzungsplan orientiert sich an den Wahrnehmungsmöglichkeiten des durchfahrenden Autobahnbenutzers.

### Einfahrten Ost und West
Neben den Pflegemaßnahmen im begleitenden Grün entlang der Strecke sollen Anfang und Ende der Parkautobahn deutlich markiert werden. Aus der Begleitvegetation und dem Thema „Leitbaum“ haben die Landschaftsarchitekturbüros Planergruppe Oberhausen und Foundation 5+ Kassel eine gestalterische Idee für die „Einfahrten an den Autobahnkreuzen Kamp-Lintfort im Westen und Castrop-Rauxel im Osten“ entwickelt.

### Parktore und Infostationen
Die Anschlussstellen Gelsenkirchen-Schalke und Bottrop-Süd werden als erste Auf- und Abfahren an der Parkautobahn mit landschaftsarchitektonischen Maßnahmen in besonderer Weise neugestaltet. An den Park+Ride-Parkplätzen bei diesen Ausfahrten werden einfache Infostationen mit Stelen entstehen, die über den Emscher Landschaftspark und die Parkautobahn informieren. Die Parkplätze sollen als Zugangspunkte zum Emscher Landschaftspark und Ausgangspunkt für weitere Aktivitäten dienen. Am Parkplatz Bottrop-Süd wurde gleichzeitig eine Fahrradstation von Metrorad eingerichtet.

## Projektverlauf
Ausgangspunkt für das Projekt war eine Idee, die im Jahr 2004 von den beiden Landschaftsarchitekturbüros Planergruppe Oberhausen und Foundation 5+ Kassel im Zuge der Erarbeitung des Masterplans Emscher Landschaftspark 2010 entwickelt wurde. Das Projekt wurde als offizielles Projekt der Kulturhauptstadt Europas 2010 ausgewählt. Im Dezember 2007 etablierte sich die Arbeitsgemeinschaft Parkautobahn bestehend aus den Anliegerstädten, Straßen.NRW, dem RVR, der Arbeitsgemeinschaft Neues Emschertal und der RUHR.2010. Begleitend nahmen außerdem das Umwelt und das Bauministerium NRW teil. Die Federführung übernahm die Stadt Bottrop.
Zur besseren organisatorischen Abwicklung hat die AG die Einrichtung einer Lenkungsgruppe beschlossen, in der unter Vorsitz der Stadt Bottrop Vertreter von Straßen.NRW, dem RVR, der RUHR.2010 und den Ministerien sowie den beiden Planungsbüros versuchen, auftretende Probleme zu lösen und alle Beteiligten zu koordinieren.

### Machbarkeitsstudie
Die Arbeitsgemeinschaft erteilte auf der Basis eines Angebotes den beiden Planungsbüros im Dezember 2007 den Auftrag zur Erstellung einer Machbarkeitsstudie Parkautobahn. Die Kosten in Höhe von 40.000 € wurden im Umlageverfahren von allen beteiligten Städten und Institutionen getragen. Die Ergebnisse der Machbarkeitsstudie wurden im April 2008 der AG präsentiert und zur Basis für die weitere Entwicklung des Projektes. In der Machbarkeitsstudie wurden die einzelnen Bausteine des Projektes definiert und der Gesamtumfang aller möglichen Maßnahmen in den nächsten Jahrzehnten skizziert sowie eine grobe Gesamtkostenschätzung erstellt.
Im Kontext zur Sanierung und Erneuerung der A 42 hat im Sommer 2008 das MUNLV NRW mit Straßen.NRW eine vertragliche Vereinbarung geschlossen, um die besonderen Aspekte des Umbaus der Begleitvegetation zur Parkautobahn zu regeln. Auf der Basis dieses Vertrages hat Straßen.NRW die beiden Büros im November 2008 mit der Planung des Umbaus der Begleitvegetation beauftragt. Die Planung wurde mit der AG Parkautobahn abgestimmt. Erste Baumaßnahmen zum Umbau des „Liniengrüns“ fanden im Herbst/Winter 2008 statt.

### Werkstattverfahren
Ergänzend zu dieser „Basisgestaltung“ wurden für besonders wichtige Bausteine der Parkautobahn zwei Werkstattverfahren durchgeführt, um gestalterische Lösungen auszuwählen. Das erste Werkstattverfahren wurde im Sommer 2008 für die Gestaltung der „Ohrenparks“ in den Autobahnkreuzen der A 42 durchgeführt. Im Oktober 2008 wurde der Beitrag des Büros GTL aus Kassel/Düsseldorf ausgewählt. Das Werkstattverfahren wurde aus Mitteln des Ökologieprogramms im Emscher-Lippe-Raum (ÖPEL) mit entsprechenden Eigenanteilen von Mitgliedern der AG Parkautobahn finanziert.
Ein zweites Werkstattverfahren zu „Baulichen Zeichen und Infostationen“ an der Parkautobahn fand im Januar 2009 statt. Inhaltlich ging es um Auftaktzeichen, Landschaftsfenster und Parktankstellen. Ausgewählt wurde der Vorschlag der Arbeitsgemeinschaft Latz+Partner/Integral ruedi baur/LDE Belzner Holmes. Dieses Verfahren wurde aus Städtebauförderungsmittel über das Bauministerium NRW mit entsprechenden Eigenanteilen von Mitgliedern der AG Parkautobahn finanziert. Im Laufe des Jahres 2009 hat sich aber gezeigt, dass aufgrund der extrem schlechten Haushaltslage der Kommunen eine Umsetzung dieser baulichen Maßnahmen in absehbarer Zeit nicht möglich sein wird.
Im Jahre 2009 wurden die ersten Auslichtungen und Läuterungen des Vegetationsbestandes entlang der Autobahn durchgeführt. Im Kulturhauptstadtjahr werden die Neupflanzungen der Leitbäume, der Bau des Ohrenparks Castrop-Rauxel, die Einfahrten Ost und West sowie die Infostationen realisiert werden. Für einen Teil dieser Maßnahmen hat die RUHR.2010 die Projektträgerschaft übernommen. Die Finanzierung erfolgt aus Mitteln des Ökologie Programms Emscher Lippe, EU Mittel und Mittel des MUNLV NRW.
Das Projekt startete im Rahmen des Kulturhauptstadtjahres RUHR.2010, ist aber vor allem auf die Zukunft ausgerichtet und wird im Laufe der nächsten 20 Jahre sukzessive seine vollständige Umsetzung erfahren.

## Partner
Das Projekt Parkautobahn wird getragen von der AG Parkautobahn A 42, sie besteht aus:
- den Anrainer-Städten der A 42: Bottrop, Castrop-Rauxel, Dortmund, Duisburg, Gelsenkirchen, Herne, Oberhausen,
- dem Regionalverband Ruhr,
- der Emschergenossenschaft,
- Landesinitiative StadtBauKultur NRW,
- der RUHR.2010 GmbH,
- der Arbeitsgemeinschaft Neues Emschertal,
- dem Landesbetrieb Straßen.NRW.

Die AG wird durch das Ministerium für Umwelt und Naturschutz, Landwirtschaft und Verbraucherschutz sowie das Ministerium für Wirtschaft, Energie, Bauen, Wohnen und Verkehr des Landes Nordrhein-Westfalen unterstützt.